# Chiesa di Santa Veronica (Castelveccana)
La chiesa di Santa Veronica è un edificio religioso nel comune di Castelveccana, sullo sperone roccioso che domina l'abitato di Caldè.

## Storia
L'edificio, che fonde elementi dell'architettura romanica e di quella barocca, fu destinato in origine ai pastori, ai contadini e agli armigeri della Rocca di Caldé di epoca medievale, entro la cui cinta muraria si trovava. La cappella fu costruita a partire dal 1200, e venne mantenuta anche a seguito della distruzione del castello, avvenuta nel 1513 ad opera degli svizzeri. Successivamente la chiesa fu ampliata con paramenti a grandi conci di pietra e coperture rustiche.
Le tre porte d'entrata della chiesa, che si trovavano nella parte occidentale, furono murate su disposizione di Federico Borromeo, che volle che fosse invece realizzato un unico ingresso nell'attuale facciata. Davanti alla chiesa si trova un pronao tardoromanico, mentre rimasero intatti l'abside e le arcate. Su un contrafforte vi si trova la scritta «I.SCHUSTER ARCHIEPISCOPO BENEDICENTE POPULO HOSPITIBUSQUE ADIUVANTTIBUS AD PIETATEM IN B.V. MARIAM IN PACIS ET PATRIAE RESTAURATIONEM FOVENDUM HOC TEMPLUM AMPLIATUM (15 AG. 1945)».
Gli affreschi sono stati recuperati e restaurati nel 1995; attualmente è tradizione della popolazione recarsi presso il santuario nel giorno del lunedì dell'Angelo.

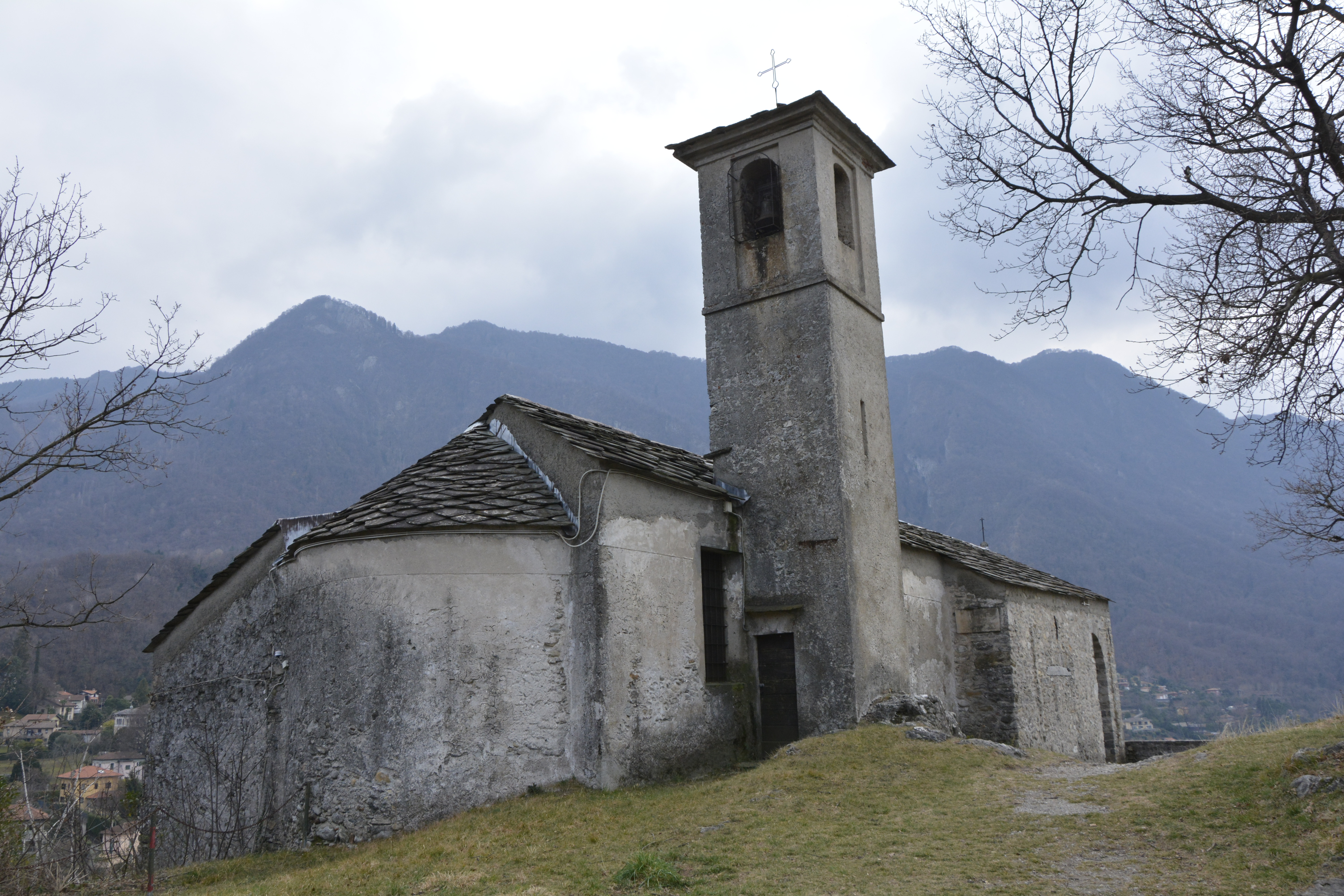
Abside